# Halimatou Diallo
Pour les articles homonymes, voir Diallo et Halimatou Diallo.
Halimatou Diallo (née le 20 janvier 1993) est une mannequin guinéenne qui a remporté le titre de Miss Guinée 2014 au Palais du Peuple Conakry,.
Elle a été élue Miss Guinée en 2014, affilié au concours Miss Monde, elle avait représenté la Guinée le 14 décembre 2014 au ExCeL Exhibition Centre à Londres au Royaume-Uni au concours de Miss Monde 2014,,